# Favières (Eure i Loir)
Favières és un municipi francès, situat al departament de l'Eure i Loir i a la regió de Centre – Vall del Loira. L'any 2007 tenia 481 habitants.

## Demografia

### Població
El 2007 la població de fet de Favières era de 481 persones. Hi havia 178 famílies, de les quals 32 eren unipersonals (16 homes vivint sols i 16 dones vivint soles), 59 parelles sense fills, 75 parelles amb fills i 12 famílies monoparentals amb fills.
La població ha evolucionat segons el següent gràfic:
Habitants censats

### Habitatges
El 2007 hi havia 210 habitatges, 177 eren l'habitatge principal de la família, 24 eren segones residències i 9 estaven desocupats. 208 eren cases i 1 era un apartament. Dels 177 habitatges principals, 149 estaven ocupats pels seus propietaris, 21 estaven llogats i ocupats pels llogaters i 7 estaven cedits a títol gratuït; 1 tenia una cambra, 8 en tenien dues, 17 en tenien tres, 33 en tenien quatre i 118 en tenien cinc o més. 143 habitatges disposaven pel capbaix d'una plaça de pàrquing. A 55 habitatges hi havia un automòbil i a 112 n'hi havia dos o més.

### Piràmide de població
La piràmide de població per edats i sexe el 2009 era:
| Homes | Edats   | Dones |
| ----- | ------- | ----- |
| 0     | 95 o +  | 0     |
| 0     | 90 a 94 | 0     |
| 0     | 85 a 89 | 8     |
| 4     | 80 a 84 | 4     |
| 4     | 75 a 79 | 4     |
| 4     | 70 a 74 | 8     |
| 8     | 65 a 69 | 8     |
| 20    | 60 a 64 | 0     |
| 12    | 55 a 59 | 8     |
| 16    | 50 a 54 | 16    |
| 8     | 45 a 49 | 8     |
| 12    | 40 a 44 | 20    |
| 24    | 35 a 39 | 12    |
| 8     | 30 a 34 | 8     |
| 24    | 25 a 29 | 12    |
| 12    | 20 a 24 | 4     |
| 8     | 15 a 19 | 20    |
| 32    | 10 a 14 | 24    |
| 16    | 5 a 9   | 4     |
| 0     | 0 a 4   | 12    |

## Economia
El 2007 la població en edat de treballar era de 324 persones, 265 eren actives i 59 eren inactives. De les 265 persones actives 250 estaven ocupades (143 homes i 107 dones) i 15 estaven aturades (5 homes i 10 dones). De les 59 persones inactives 24 estaven jubilades, 11 estaven estudiant i 24 estaven classificades com a «altres inactius».

### Ingressos
El 2009 a Favières hi havia 183 unitats fiscals que integraven 503 persones, la mediana anual d'ingressos fiscals per persona era de 20.162 €.

### Activitats econòmiques
Dels 16 establiments que hi havia el 2007, 1 era d'una empresa alimentària, 3 d'empreses de fabricació d'altres productes industrials, 2 d'empreses de construcció, 1 d'una empresa de transport, 1 d'una empresa d'hostatgeria i restauració, 1 d'una empresa financera, 1 d'una empresa immobiliària, 3 d'empreses de serveis, 1 d'una entitat de l'administració pública i 2 d'empreses classificades com a «altres activitats de serveis».
Dels 5 establiments de servei als particulars que hi havia el 2009, 1 era un paleta, 1 lampisteria, 1 perruqueria, 1 restaurant i 1 agència immobiliària.
L'any 2000 a Favières hi havia 9 explotacions agrícoles.

## Poblacions més properes
El següent diagrama mostra les poblacions més properes.